# 高松琴平電気鉄道市内線
市内線（しないせん）とは、かつて香川県高松市に存在した高松琴平電気鉄道の軌道線（路面電車）。

## 概要
元々、公園前 - 出晴駅（後、瓦町駅に統合）間に鉄道路線を有していた東讃電気軌道（後、高松琴平電気鉄道志度線）だが、1911年（明治44年）11月に最初の区間である今橋駅以東が開業した直後に役員の不祥事が発覚したことで経営難に陥り、1915年（大正4年）までに公園前駅まで延伸させたところでついに力尽き、翌年の1916年（大正5年）、四国水力電気に救済合併された。本路線は合併後の四国水力電気が公園前からさらに高松駅前を経由して築港まで延伸する際に、市街地の道路を通すため軌道線扱いにして開通させたものである。その経緯から志度線と直通運転をしており、末期には長尾線とも直通していた。
その後、利用者増加のため複線化工事が行われたり、運営母体が讃岐電鉄・高松琴平電気鉄道と変わるなどといった動きがあったが、1945年（昭和20年）の高松空襲で甚大な被害を受けて志度線の公園前駅 - 瓦町駅間と同時に休止となった。戦後の資材難と都市計画により軌道としての復活は断念されて施設の撤去が行われ、1947年8月2日に完了した。休止から12年後の1957年に正式に廃止となった。
栗林公園 - 天神前交差点までは現在の香川県道173号高松停車場栗林公園線が、天神前交差点 - 高松市役所まではその東側に並行する狭い市道が本路線のルートにほぼ相当するが、高松市役所以北では戦後の都市計画で当該道路が廃止され、市街地の一部となった。

### 路線データ
廃線時
- 路線距離：築港前 - 公園前間2.4km
- 軌間：1435mm
- 複線区間：全線
- 電化区間：全線（直流600V）

## 運行概要
1944年5月当時
- 運行本数：6-22時台まで6・12分間隔（志度線と直通運転）
- 所要時間：築港前 - 公園前間18-19分

## 歴史
- 1915年（大正4年）8月10日 東讃電気軌道に対し軌道特許状下付（高松市内町-香川郡栗林村間）[2]。
- 1916年（大正5年）
  - 9月13日 軌道特許状下付（高松市玉藻町-高松市内町間）[3]。
  - 12月25日 四国水力電気が東讃電気軌道を合併[4]。
- 1917年（大正6年）
  - 5月20日 四国水力電気により、高松駅前 - 公園前間2.1km開業[5]。
  - 7月13日 築港前 - 高松駅前間0.3km延伸[5]。
- 1928年（昭和3年）3月10日 高松駅前 - 公園前間複線化
- 1929年（昭和4年）4月5日 築港前 - 高松駅前間複線化
- 1942年（昭和17年）4月30日 四国水力電気の電力事業が日本発送電関連の四国配電（後、四国電力）に譲渡されたため、残存事業の内鉄道・軌道を新設会社の讃岐電鉄に譲渡して[6]、同社はまもなく解散
- 1943年（昭和18年）11月1日 交通統制により、讃岐電鉄・琴平電鉄・高松電気軌道が合併し高松琴平電気鉄道発足[7]
- 1945年（昭和20年）
  - 6月26日 長尾線と直通運転開始
  - 7月4日 空襲の被害により休止
- 1947年（昭和22年）8月2日 軌道の撤去完了
- 1957年（昭和32年）1月8日 全線廃止

## 大護寺前駅
大護寺前駅は開業当初「八本松駅」という名称であった。八本松というのは八本の松があることに由来する広場状の辻の名前で、現在の天神前交差点にあたる。大護寺というのはそこから南進して西側に位置していた大寺である。この山門にある松は枝が道路上に大きくせり出すほどの大木であり、市内線建設時にはそれが障害となって架線を支える電柱が建てられなかった。会社側は寺に対してこのせり出した枝を切らせてもらえるよう交渉をしたが、あえなく断られ、やむなくこの部分のみは複数の鉄柱を組み合わせて枝を取り囲むような構造で建設した。当時は電柱といえば木造が普通であり、複数の鉄柱を使用し、なおかつ複雑な構造にしたことで建設費が増大する結果となった。
そのような紆余曲折がありながらも何とか開通にこぎつけたが、開通後大護寺から苦情が入る。この鉄柱を足場にして寺の土塀を乗り越え、泥棒が入るという。これを受けた会社側は対策として鉄柱の周囲に鉄板を張ったが、以後も寺からは様々な理由で苦情が入った。寺と会社側は大いに揉めた挙句、会社側が大きく妥協して寺の最寄り駅であった八本松駅を大護寺前駅に改称して、それを以って寺の宣伝とすることで決着した。以後、駅の正式名は大護寺前となったが、八本松に位置するという所在は変わらなかったため、この駅は通称として引き続き八本松とも呼ばれていた。

## 停留所一覧
1935年当時
築港前 - 高松駅前 - 広場 - 法泉寺前 - 五番丁 - 七番丁 - 大護寺前 - 馬場前 - 公園前

## 接続路線
社名・路線名は廃止時点のもの
- 高松駅前：予讃本線・高徳本線・宇高連絡船（高松駅）
- 公園前駅：志度線

## 輸送・収支実績
| 年度 | 輸送人員（人） | 営業収入（円） | 営業費（円） | 営業益金（円） |
| ---- | -------------- | -------------- | ------------ | -------------- |
| 1917 | 145,449        | 7,233          | 5,071        | 2,162          |
| 1918 | 288,354        | 16,547         | 8,806        | 7,741          |
| 1919 | 522,420        | 26,475         | 13,252       | 13,223         |
| 1920 | 951,052        | 39,154         | 22,381       | 16,773         |
| 1921 | 1,174,214      | 42,276         | 31,718       | 10,558         |
| 1922 | 1,478,458      | 51,040         | 35,112       | 15,928         |
| 1923 | 1,181,410      | 52,122         | 36,857       | 15,265         |
| 1924 | 1,358,104      | 61,945         | 30,707       | 31,238         |
| 1925 | 1,450,741      | 65,873         | 34,436       | 31,437         |
| 1926 | 1,313,386      | 69,858         | 36,242       | 33,616         |
| 1927 | 1,401,259      | 71,497         | 35,290       | 36,207         |
| 1928 | 1,605,633      | 83,828         | 41,179       | 42,649         |
| 1929 | 1,443,097      | 140,994        | 88,894       | 52,100         |
| 1930 | 1,394,812      | 116,490        | 88,584       | 27,906         |
| 1931 | 1,256,247      | 60,212         | 37,382       | 22,830         |
| 1932 | 1,147,353      | 73,819         | 68,976       | 4,843          |
| 1933 | 1,165,271      | 53,710         | 35,656       | 18,054         |
| 1934 | 1,103,660      | 49,860         | 35,043       | 14,817         |
| 1935 | 1,017,171      | 45,870         | 35,727       | 10,143         |
| 1936 | 1,091,992      | 47,150         | 34,269       | 12,881         |
| 1937 | 1,100,280      | 47,301         | 36,210       | 11,091         |

- 鉄道院鉄道統計資料、鉄道省鉄道統計資料、鉄道統計資料、鉄道統計各年度版

## 車両
- 13-16 1918年長崎電気軌道[注釈 2]製の木製単車（定員40人）
- 51-56 1928年梅鉢鉄工所製の鋼製ボギー車（定員60人）[10]